# 天誅組の変
天誅組の変（てんちゅうぐみのへん）は、幕末の文久3年8月17日（1863年9月29日）に起こった尊皇攘夷派志士の挙兵事件である。
吉村虎太郎をはじめとする尊皇攘夷派浪士の一団（天誅組）が、公卿中山忠光を主将として大和国で決起し、後に幕府軍の討伐を受けて壊滅した事件である。大和義挙（やまとぎきょ）、大和の乱（やまとのらん）などとも呼ばれる。

## 概要
尊攘派志士である土佐脱藩浪士の吉村虎太郎らは、大和行幸の先鋒となるべく公卿中山忠光を主将として大和国で決起し、幕府五條代官所を襲撃するが、直後に起こった京都での政変により、一転して逆賊とされ、幕府軍の追討を受け、壊滅した。
文久3年前半期は尊皇攘夷運動が最高潮に達した時期であり、長州藩や各地から集結した浪士などから成る尊攘派は、朝廷にも強い影響力を持つに至っていた。この頃の尊攘派の主張には、朝廷が直接各藩に攘夷を命じることのほか、畿内を朝廷の直轄領とするなどの意見がみられたが、天誅組の蜂起は、幕府に対する尊攘派の倒幕運動における初めての組織的な武力蜂起という点で画期的なものであった。
天誅組の挙兵自体は短期間で失敗に終わったものの、幕府領支配の拠点である陣屋や、小大名とはいえその居城が公然と襲撃されたことは、幕府や幕藩領主らに大きな衝撃を与え、幕府の威光の失墜を更に進行させる結果となった。

## 経過

### 大和行幸
文久2年（1862年）12月、孝明天皇は攘夷の勅書を将軍徳川家茂に授けた。これに対して家茂は、攘夷の策略については、明年3月に上洛の上回答する旨を奉答する。文久3年3月に家茂は上洛し、幕府は尊攘派の圧力に屈する形で、5月10日をもって攘夷を決行すると約束させられる。
幕府は右の期限をもって、通商条約の破棄について諸外国との交渉を開始することとし、諸藩には海防の強化を命じたが、尊攘派が主導する長州藩はこれを拡大解釈し、5月10日、下関海峡を通過するアメリカ船を砲撃して「攘夷」を決行した（下関戦争）。この武力行使には、急進的な攘夷派公卿の侍従中山忠光が長州藩に招かれて参加しており、忠光の京からの出奔には土佐脱藩浪士の吉村虎太郎が加担していた。
長州藩は続いてフランス船、オランダ船を砲撃し、朝廷からも攘夷決行を称賛する沙汰が下される。しかし、6月に入って米仏艦隊による報復攻撃に長州藩は敗北(下関戦争)、7月、中山忠光は京へ戻るものの謹慎を命じられ、侍従の職も剥奪されてしまう。
吉村は松本奎堂や池内蔵太、真木和泉らと長州へ赴き、6月17日、山口で長州藩主毛利敬親・定広父子に謁見し、挙兵上京を願っている。しかし、外国艦隊による報復攻撃を受けていた長州藩ではその余裕はなく、長州藩としてはとりあえず家老の指揮で500人程度の兵を上洛させるとの約束を得た。この際、吉村は久坂玄瑞や高杉晋作らと連絡を取っている。
尊攘派の間では不甲斐ない幕府に対する怒りが強く、天皇自らが軍を率いて攘夷を決行するという攘夷親征を望む声が高まっていた。そこで、古代より祭礼に勅使が派遣されていた大和の春日大社に、天皇自らが赴いて攘夷の成功を祈願し、攘夷倒幕の兵を挙げるという計画が画策された。計画では、大和の神武天皇陵、春日大社を参拝後、軍議を開いて諸藩に攘夷の檄を飛ばし、伊勢神宮に参詣した上で、幕府に対し攘夷不履行の罪を問い、兵を集めつつ伊勢から江戸に迫るというものであった。
8月13日、天皇の神武天皇陵参拝、攘夷親征の詔勅が発せられる（大和行幸）。大和行幸を推進したのが、長州藩に気脈を通じる三条実美ら急進的な攘夷派公卿であった。
また、武力倒幕の計画は寺田屋騒動で挫折していたため、尊攘派志士達の間でも大和行幸に対する期待は大きかった。
朝廷は長州藩に対し藩主敬親か世子定広のどちらかが上京することを求め、長州藩、薩摩藩、土佐藩、加賀藩、熊本藩、久留米藩に対して軍用金の調達を命じるなど、計画の実行に向けて動き出した。
吉村虎太郎は松本奎堂、藤本鉄石、池内蔵太や、河内の水郡善之祐ら攘夷派浪士と共に、大和行幸の先鋒となるべく「皇軍御先鋒」を組織して大和国へ赴くことを決議した。大和国の大部分は幕府の天領であったため、行幸に先立って幕府代官を討って大和を平定し、幕府が支配していた土地と人民を朝廷に返上し、兵を募って御親兵として天皇を迎えようとしたのである。

### 挙兵・五條代官所襲撃

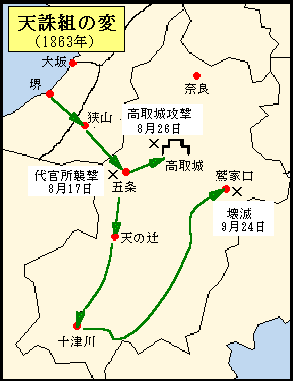
天誅組進路拡大

8月14日、吉村らの計画に賛同し事前に連絡を取っていた中山忠光は方広寺へ入り、決起を促す回状を発した。また朝廷に対し出陣を届け出てその目的を述べ、親征の早期実施を求めた。
主将中山忠光以下40名(土佐脱藩19名、久留米脱藩8名、刈谷脱藩3名、鳥取脱藩2名、島原脱藩2名、福岡、熊本、下館脱藩各1名、河内志士2名)は方広寺を出発して大和国へ向かった。
一行は長州下関へ下る勅使と偽って大坂から海路で堺へ向かう。船中で軍令を発し、忠光ら同志一行は断髪して決意を示した。彼らの挙兵に際して淡路の大地主で勤皇家であった古東領左衛門は財産を全て処分し、軍資金として供出した。
8月15日、堺（現在の堺市堺区栄橋町1丁の土居川沿い、当地に堺事件の碑とならんで「天誅組上陸地」の碑が建てられている）に到着した同志一行（以降、天誅組と記す）は翌16日払暁に高野街道を通って河内をめざし、狭山に入った。天誅組は吉村らを軍使として狭山藩の陣屋へ送り、先代藩主で隠居の身であった北条氏燕との面会を申し出た。氏燕は急病と偽って面会を断り、家老朝比奈縫殿が代って対応する。忠光は朝比奈に狭山藩も出陣して義挙に加わるよう命じた。対応に苦慮した狭山藩はとりあえず天誅組にゲベール銃など銃器武具を贈り、天皇親征の節には加わる旨を回答する。16日、天誅組は河内の同志水郡善之祐の屋敷に到着し、河内勢13名が合流、下館藩の飛び地である白木陣屋にも使者を送り、銃器武具を差し出させている。天誅組は菊の御紋の入った旌一流、「七生賊滅天後照覧」と大書された幟一本を作り士気を高めた。17日、天誅組は河内檜尾山観心寺に入り、勤皇の忠臣楠木正成の首塚を参拝。軍資金を調達に出ていた藤本鉄石ら3名が合流して出発、国境の千早峠を越えて大和国へ入った。
大和の同志を加えつつ進んだ天誅組は、17日午後4時頃、幕府天領の五條に到着し、五條代官所を襲撃した。天誅組は五條出身の同志による情報で、代官所内部の構造や戦力を事前に把握していた。代官所を包囲した天誅組は代官・鈴木正信（源内）に、降伏と幕府領の引き渡しを要求、鈴木代官がこれを拒否すると攻撃を開始した。襲撃当時、代官所邸内では酒宴が開かれており、邸内は大混乱に陥った。ゲベール銃隊を率いる池内蔵太が空砲で威嚇し、吉村が率いる槍隊が裏門から突入した。代官所に在所していた役人は13人で他には鈴木代官の妻などしかいなかった。意気軒昂な天誅組の突然の襲撃に抗することができず代官所方は敗北し、鈴木正信と下僚ら4名が殺害され、逃亡した内の1名は逃げ切れず自刃した。天誅組は代官所を焼き払い、桜井寺を本陣に定め、門前に「五條御政府」の表札を掲げた。
18日、天誅組は鈴木正信ら5名を梟首し、五條を「天朝直轄地」と称して、この年の年貢を半減することを宣言する。天誅組は忠光を主将、吉村、松本奎堂、藤本鉄石を総裁とする職制を整え、自らを「御政府」または「総裁所」と称した。この頃、伴林光平、平岡鳩平（北畠治房）、市川精一郎（三枝蓊）、乾十郎ら大和勢が加わっている。
桜井寺を本拠に天誅組は周辺地域の掌握に努め、旗本領の在地代官に使者を送って接収し、近隣諸藩に使者を派遣して恭順を迫った。高取藩には那須信吾らを恭順勧告に送り、高取藩もこれに服する旨を伝えてきた。また、紀州藩には池内蔵太らを派遣した。
一方、天誅組の挙兵を知った京の三条実美は自重を促すべく平野国臣を使者に送ったが、到着したのは五條代官所襲撃の後であった。

### 八月十八日の政変
大和で天誅組が挙兵した直後、京では政局が一変していた。会津藩、薩摩藩と気脈を通じた中川宮が尊攘派の排除を図り、孝明天皇を動かして政変を起こした（八月十八日の政変）。これにより、大和行幸の延期と三条実美ら攘夷派公卿の参朝禁止、長州藩の御門警護解任が決定された。これらの決定は会津藩ら諸藩兵により御所を封鎖した上で行われ、宮門に駆けつけた長州藩兵との間で一触即発の事態になる。結局、長州藩は武力衝突を避けて撤退、攘夷派公卿は官位を剥奪されて失脚し、朝廷の実権は公武合体派が握ることになった。
孝明天皇は攘夷の実行を望んではいたが、妹和宮を将軍家茂に降嫁させるなど公武合体の思考であったため、武力倒幕を主張する長州藩や急進的な公卿の活動を快く思っていなかった。このため、大和行幸・攘夷親征の詔勅は天皇の真意ではない偽勅であったとされ、大和行幸の先鋒として挙兵した天誅組は、その活動を正当化する根拠を失った。
18日夜、平野国臣が制止の使者として天誅組の本陣がある桜井寺に入ったが、元々武力倒幕を志向していた平野は目的に反して天誅組に同調し、襲撃の成功を祝ってその報告のため京都に戻ることとなった。しかし、翌19日、在京していた古東領左衛門から京での政変が伝えられ、天誅組が暴徒として追討の命が下されたことが明らかとなる。
忠光らは協議を行い、京の政変は会津や薩摩などの逆臣による策謀であり、一時的なものと予測し、倒幕の軍事行動を継続することとなった。
20日、本陣を要害堅固な天の辻へ移し、周辺の村から人足や物資を徴発して戦闘準備を整えた。天誅組は「御政府」の名で近隣から武器兵糧を集め、松の木で大砲十数門をつくったが、その装備は貧弱なものだった。
吉村虎太郎は古来尊王の志の厚いことで知られる十津川郷士に募兵を働きかけることとし、郷士・野崎主計らと会談した。十津川郷では京の政変をまだ知らず、郷の幹部は天誅組の勤皇活動に賛同し、十津川郷内59カ村から約1000人が集まった。しかし、郷士の中には勅命の真偽に疑問を持ち、天誅組の行動に賛同しない者もおり、作戦に抗議した玉堀為之進ら郷士数名は天の辻で斬首されている。
また高野山金剛峯寺にも協力を要請する使者を送ったが、高野山では協力を約束しながらも紀州藩に通報した。
なお、この政変により、吉村や那須が師事していた土佐勤王党の盟主・武市瑞山も9月21日に捕縛される。

### 高取城攻撃
京都守護職松平容保は、高取藩、彦根藩、津藩など周辺諸藩に対し天誅組追討令を発した。これを受けて、先に天誅組に恭順を約した高取藩は態度を翻し、兵糧の差し出しを拒否したため、天誅組は高取城攻撃を決定する。高取城を奇襲して占拠し、籠城して討伐軍に抗戦する計画であった。
25日、忠光率いる本隊が高取に向かい、吉村は別働隊を率いて御所方面に進出して郡山藩に備えた。天誅組の進発を察知した高取藩は城代家老中谷栄次郎の指揮で防備を固める。千人余の天誅組に対して、二万五千石の小藩である高取藩の兵力は200人程だったが、急遽領民を動員して2000人程度の兵力を整えた。また地理を熟知しており、高地に大砲を設置し、要所に兵を配置した
。同日夜、高取城へ向けて進撃中、高取藩の斥候が捕らえられ、那須信吾が尋問するが返答しなかったため斬首した。高取城を奇襲する計画であったが、すでに天誅組の行動が察知されていると知り、松本奎堂や藤本鉄石は攻撃を再検討すべきと主張するが、積極派の意見に押された主将中山忠光は予定通りの進軍を決めた。
26日払暁、狭い小道を進軍してきた天誅組に対して、高取藩兵は鳥ケ峰付近において大砲と鉄砲で攻撃を開始した。天誅組は進軍にあたって十分な偵察も出さず、街道を2列縦隊で進軍していたところ、伏兵の奇襲を受ける形となったのである。高取藩の大砲も照準が狂っており命中することはなかったが、その砲声は天誅組を恐怖させるに十分な効果があった。烏合の衆である天誅組はたちまち大混乱に陥り潰走したが、忠光にこれをまとめる能力はなかった。水郡善之祐らの一隊が重坂峠に留まり追撃に備えたが、高取藩兵は追撃せず、城下の防備を固めた。高取藩側に死者は無く、2名が軽傷を負ったのみで、後に松平容保から感状を受けている。
天誅組本隊は潰走して五條まで退却する。その途中、別働隊を率いていた吉村が合流、不甲斐ない敗戦を知った吉村は激昂して忠光に詰め寄った。吉村は直ちに決死隊を編成して夜襲を試みることとし、26日夜、24名の決死隊は夜陰に乗じて高取城下に忍び寄った。城下に放火し、混乱の中で城内に討ち入ろうという計画であったが、途中で高取藩の斥候に遭遇し交戦、味方の誤射により吉村が重傷を負ってしまう。決死隊はなすところなく五條に退却したが、本隊は既に天の辻まで退却していた。吉村らもそれを追って天の辻に到着するが、本隊は更に長殿村まで退却した後だった。
長殿村に退却した忠光は、藤本の提言に基づき、紀州新宮に出て、海路で移動し、四国、九州で募兵して再起を図ることを提案するが、天の辻にいた吉村や水郡はこれに従わず、忠光の本隊と別行動を取って抗戦することとなった。吉村ら別働隊は天の辻付近で追討軍を迎え撃つこととし、周辺に防塁を築くなどして防戦準備を整えた。
また、この時点で十津川郷士の多くが帰郷し、松本と共に三河刈谷藩から参加していた伊藤三弥や、伴林光平に伴っていた市川精一郎のように脱走するものもあった。伊藤の脱走は天誅組の脆弱さを示す一例としてしばしば引用される。

### 追討

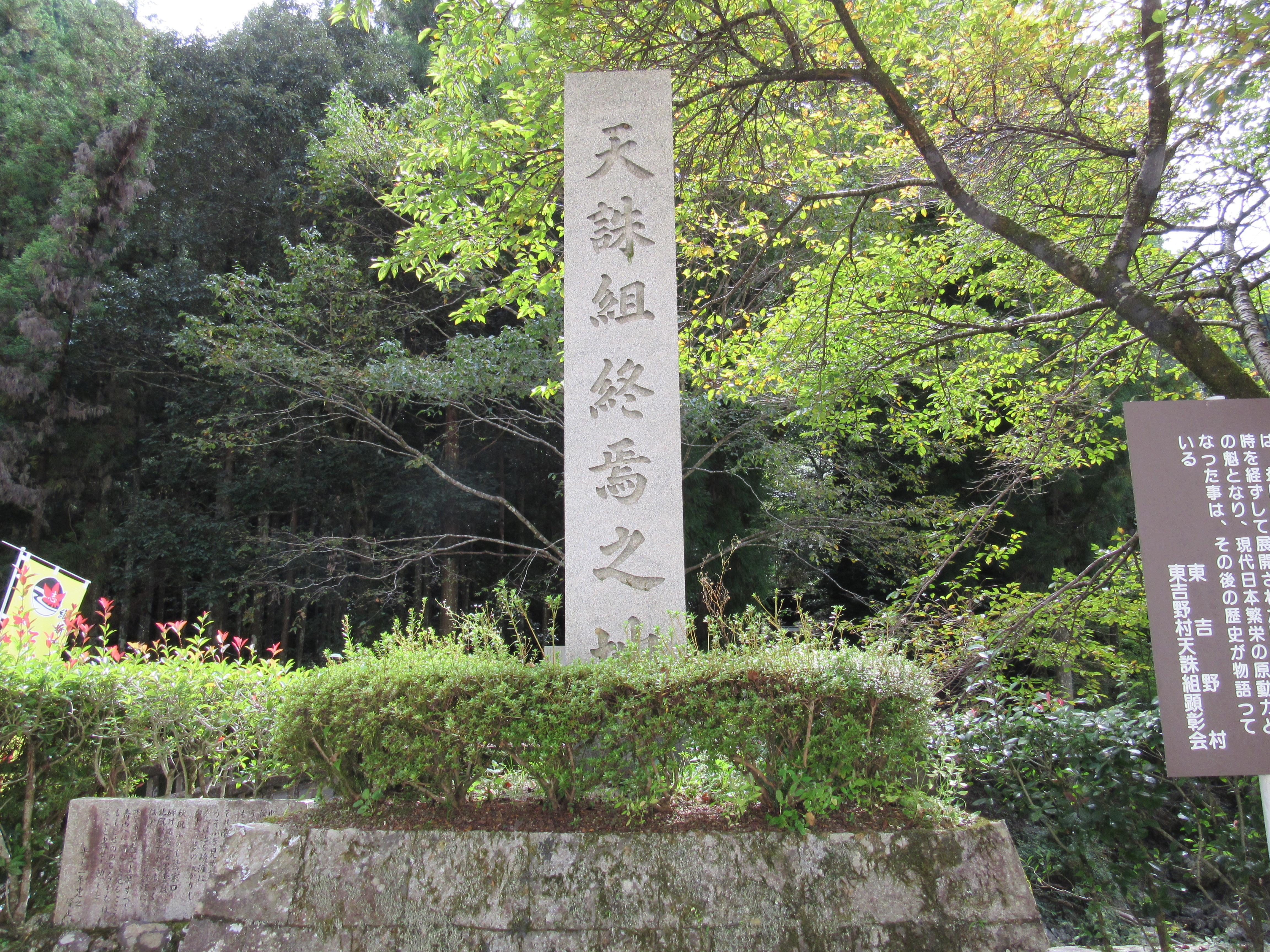
東吉野村にある天誅組終焉の地碑

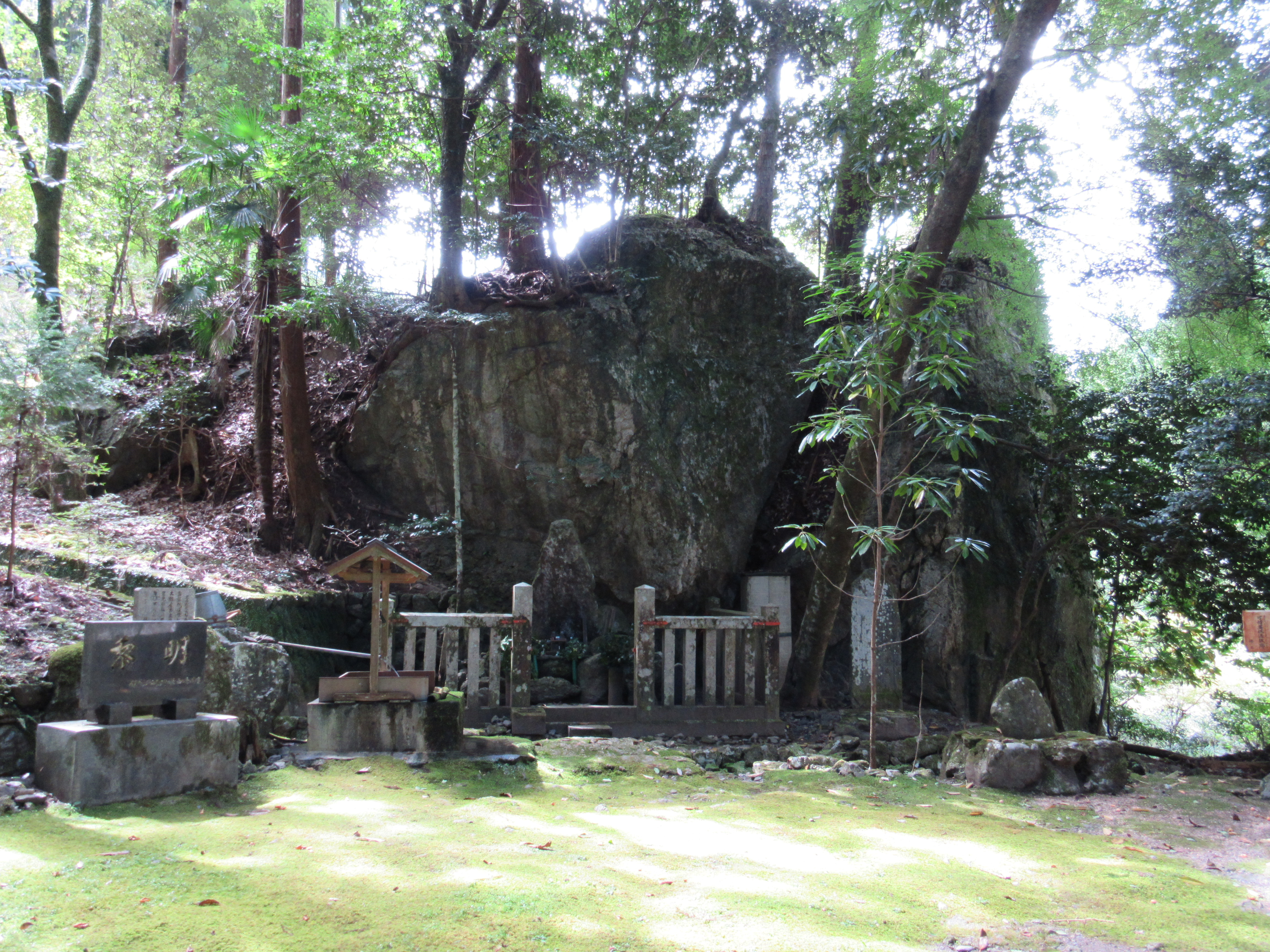
東吉野村にある吉村寅太郎の墓地

京都守護職松平容保は紀州藩、津藩、彦根藩、郡山藩などに天誅組討伐を命じ、9月1日、朝廷からも天誅組追討を督励する触書が下されるが、実体不明の天誅組を恐れた諸藩の動きは鈍く、他藩の様子を見ながらゆっくりと進軍する状況であった。
8月29日には紀州藩兵約1500人が五條に入ったものの、周辺に天誅組が出没しているとの噂を聞いてすぐに退却している。戦意に乏しい追討軍の状況を見て取った那須信吾らは、8月30日夜、五條付近に残っていた紀州藩の陣地に夜襲を掛けて紀州藩兵を駆逐し、陣地に放火して武具や食料等の戦利品を奪って引き上げた。
忠光率いる本隊は新宮に向けて退却を始めたが、熊野川の港は既に紀伊新宮藩水野家の兵によって固められているという情報を得て、海路脱出する案を断念し、9月6日、忠光は天の辻の本陣へ帰って吉村らに再度合流した。吉村らの別働隊は天の辻を根拠として周辺でゲリラ戦を展開し、数では勝るが戦意に乏しい追討軍相手に善戦していた。合流後、軍議が開かれ、一戦の後に包囲を破って堺方面へ脱出することとなり、池内蔵太らが高取敗戦後に離散した十津川郷士の協力を求めて使者に立つが、前回のような大きな協力は得られなかった。
諸藩の藩兵が動き出し、6日、紀州藩兵が富貴村に到着、天誅組は民家に火を放って撹乱した。7日、天誅組先鋒が大日川に進軍したところ、津藩兵約600人と遭遇、交戦してこれを五條へ退ける。その日のうちに天誅組は白銀岳に本陣を移し、防御体制を築いた。
8日、幕府軍は総攻撃を10日と定めて攻囲軍諸藩に命じた。総兵力1万4,000人に及ぶ諸藩兵は各方面から進軍、樺の木峠や広橋峠などで戦闘が繰り広げられ天誅組は善戦するものの、主将である忠光の命令が混乱して一貫せず、兵達は右往左往を余儀なくされた。9日には白銀岳の本陣に彦根藩兵が迫ったが撃退に成功する。同日夜、彦根藩の拠点となっていた下市を夜襲することになり、橋本若狭らの一隊が下市の町を襲って放火した。不意を突かれた彦根藩兵は大混乱に陥り、夜襲は成功、橋本隊は武器などを奪って引き上げた。この焼き討ちで下市の民家約300件が焼失、住民は逃亡した。下市夜襲に成功した橋本隊は援護部隊の水郡隊と合流して白銀岳本陣に戻るが、本隊は大日川村方面に援軍に出動して陣にはおらず、何の連絡もなく取り残された形となった水郡らは憤慨したが、その後本隊に合流した。大日川の陣地は津藩の攻撃を受けていたが、下市夜襲で彦根藩が損害を受けたため、総攻撃は延期されることになり津藩は一時退却した。忠光の本隊は再度、十津川方面へ退去することを決め、11日朝、天の辻へ退却した。しかし、水郡ら河内勢にはそれは知らされず、再三に渡って置き去りにされ、献策も受け入れられないなどの冷遇を受けた水郡は天誅組からの離脱を決意。忠光らの待つ本陣に戻る事なく、高野山から河内方面へと撤退していった。こうして忠光が統率力を失いつつある事は一目瞭然で、水郡ら河内勢以外にも脱走する者が相次ぎ、天誅組の士気は低下する。
14日、紀州・津の藩兵が天の辻に迫り、抗戦が難しいと判断した天誅組は本陣としていた庄屋に火を放って放棄すると、十津川郷へ退却を決定する。忠光ら本隊が先行し、吉村らの後続隊も津藩が迫ると退却した。

### 壊滅
忠光は十津川に籠城し天険を頼りに決戦しようとするが、朝廷は十津川郷に忠光を逆賊とする令旨を下し、京都御所の警衛に当たっていた上平主税が帰郷してそれを伝えると、十津川郷士は天誅組からの離反を決し、天誅組と行動を共にしていた郷士は帰還した。郷士達は天誅組に同情したものの、郷内での戦闘を回避し村を守るため天誅組に十津川からの退去を求め、天誅組への協力を主導した野崎主計も責任を取って自刃した。
15日、進退窮まった忠光は遂に天誅組の解散を命じた。
天誅組の残党は山中の難路を歩いて脱出を試みるが、重傷を負っていた吉村は一行から落伍してしまう。24日、忠光の一行は鷲尾峠を経た鷲家口（奈良県東吉野村）で紀州・彦根藩兵と遭遇。那須信吾、宍戸弥四郎は忠光を逃すべく決死隊を編成して敵陣に突入して討ち死にした。翌25日には一度は敵の包囲網を逃れていた藤本鉄石が鷲家口に引き返して紀州藩本陣に奇襲をかけ、壮絶な激闘の末に討ち死にし、同じ頃、負傷して失明していた松本奎堂は逃亡中に紀伊藩兵に発見されて自刃した。一行から遅れていた吉村は27日に鷲家谷で津藩兵に潜伏先を急襲され、銃殺。他の兵達も相次いで捕縛、自首、戦死するなどして天誅組は壊滅。辛うじて生き残った者は各自散り散りになって逃亡したものの、幕府軍による追討は徹底的に続けられ、その多くが戦死し、捕縛された者も後に京都六角獄で刑死した。既に離脱した水郡らの河内勢も逃げきれずに、紀州藩に自首。後に京都六角獄で斬首された。最終的に、忠光を護衛して大坂長州藩邸に辿り着いた池内蔵太や石田英吉、また高取城敗戦直後に離脱していた伊藤三弥、市川精一郎や、偵察として先行していた事で鷲家の包囲網を回避できた平岡鳩平などの僅かな者達だけが京、大坂などに逃れることができた。
忠光は、自分を含め7人だけとなった本隊で守られながら、辛うじて敵の重囲を掻い潜る事ができ、27日に大坂に到着して長州藩邸に匿われた。後に長州に逃れて下関に隠れていたが、禁門の変の後に長州藩の実権を握った恭順派（俗論党）によって元治元年（1864年）11月15日に絞殺された。
事件の後の文久3年（1863年）10月には、藤本、松本、吉村、那須、宍戸をはじめとする天誅組隊士13人の首が賊徒として京都・粟田口の刑場で晒されている。また、同月には平野国臣が但馬国生野で代官所を襲撃して挙兵するも、幕府軍の追討を受けて敗北している。（生野の変）
最終的に幕末・明治維新を生き延びる事ができた天誅組の隊士は平岡鳩平、石田英吉、伊藤三弥と、水郡英太郎（水郡善之祐の息子）をはじめとする河内勢の数人だけだった。

## 顕彰・評価
- 事件の収束後、天誅組に関しては罪人扱いされ、明治維新後もしばらくは忘れ去られていたが[4]、土佐脱藩の隊士については、明治16年(1883年)に靖国神社に合祀され、明治21年以降、他の隊士についても合祀されるようになった。明治24年、吉村虎太郎、松本奎堂、藤本鉄石らの隊士が贈位されたのを始めとして、以後、隊士に対する贈位が行われるようになる。
- 明治27年、当時小川村となっていた鷲家口の住民梶谷留吉の尽力により、隊士の墓所として「明治谷墓地」、「湯ノ谷墓地」が建立された。
- 明治28年、小川村の宝泉寺において天誅組三十三回忌法要が営まれ、田中光顕、北畠治房(平岡鳩平)、土方久元、土方直行、山縣有朋らが出席し、以後9月25日を命日とし毎年法要が営まれるようになった。
- 天誅組の数少ない生き残りの一人で、後に男爵となった北畠治房（平岡鳩平）は引退した後、墓碑建設を支援したり顕彰碑の建立を行うなど、天誅組の顕彰活動を盛んに行なった。
- 失敗に終わったものの、倒幕運動における初めての組織的な武力蜂起という点で維新後に再評価されることになり、現代でも「維新の魁」とする評価がある[5] [6]。
- 岡鹿門は、天誅組の変について「町を焼き、罪のない者を巻き添えにしただけで何の役にも立たなかったと言う人もあるかもしれないが、大義を重んじ、率先して志を断行したものであり賞賛されるべき」との主旨で評している。
- 天誅組の変から150年にあたる平成25年(2013年)には、奈良県内で天誅組ゆかりの五條市、安堵町、十津川村、東吉野村が天誅組市町村連携協議会を結成して各地で関連イベントが実施された。8月18日には奈良市で「天忠組150年記念シンポジウム」が開催され、9月14日、15日には五條市で「天誅組150年祭」が行われた。10月26日には東吉野村において「天誅組サミット」が計画され天誅組に所縁ある市町村が参加する予定であったが、台風27号の影響で中止となった。翌27日には同村内の宝泉寺において「天誅組志士慰霊大法要」が執り行われた。11月14日には天誅組市町村連携協議会主催による「天忠組シンポジウムiｎ東京」が東京都内で開催された。

## 史跡等
- 「天誅組義士上陸遺跡碑」、「天誅組上陸繋船の楡碑」- 大阪府堺市栄橋町
- 「天誅組碑」- 大阪府河内長野市観心寺
- 「油屋本陣天誅組史跡碑」- 大阪府河内長野市、三日市宿油屋跡
- 「五條代官所跡碑」- 奈良県五條市本町、五條市役所敷地内[7]
- 「旧五條代官所跡長屋門」- 奈良県五條市新町、五條市立民俗資料館
- 「天誅組本陣跡碑」- 奈良県五條市須恵、桜井寺境内
- 「石手水鉢」- 奈良県五條市須恵、桜井寺境内、鈴木源内の首を洗った手水鉢
- 「天誅組本陣遺趾」- 天の辻本陣跡、奈良県五條市大塔町、天辻維新歴史公園内
- 「天誅組河内勢顕彰碑」- 大阪府富田林市、錦織神社境内
- 「水郡邸」- 大阪府富田林市甲田、水郡善之祐邸跡[8]
- 「天誅義士記念碑」- 奈良県吉野郡東吉野村小川の宝泉寺境内
- 「天誅組鳥ヶ峰古戦場碑」- 奈良県高市郡高取町観覚寺、高取町役場内
- 「玉堀為之進辞世句碑」- 奈良県吉野郡十津川村上野地、国王神社境内
- 「上野地本陣跡碑」- 奈良県吉野郡十津川村上野地、上野地駐車場内[9]
- 「野崎主計碑」- 奈良県吉野郡十津川村川津[10]
- 「風屋本陣跡碑」- 奈良県吉野郡十津川村風屋[11]
- 「正法寺山門の弾痕」- 奈良県吉野郡下北山村寺垣内、正法寺[12]
- 「天誅組堡塁跡碑」- 奈良県下市町、樺の木峠
- 「天誅組供養塔」- 奈良県吉野郡下市町大字栃本、永全寺
- 「天誅組終焉の地碑」- 奈良県吉野郡東吉野村鷲家
- 「吉村寅太郎辞世句碑」- 奈良県吉野郡東吉野村鷲家
- 「吉村寅太郎原瘞処(げんえいしょ)」- 奈良県吉野郡東吉野村鷲家、吉村虎太郎が最初に葬られた場所
- 「藤本津之助、福浦元吉戦死の地碑」、「那須信吾戦死の地碑」、「宍戸弥四郎戦死の地碑」、「林豹吉郎戦死の地碑」、「鍋島米之助戦死の地碑」、「植村定七戦死の地碑」、「天保高殿、西田仁兵衛戦死の地碑」- 奈良県吉野郡東吉野村鷲家
- 「松本奎堂先生戦死の地碑」- 奈良県吉野郡東吉野村伊豆尾
- 「紀州藩本陣跡」、「藤堂藩本陣跡」- 奈良県吉野郡東吉野村鷲家
- 「明治谷墓地」- 奈良県吉野郡東吉野村小川、吉村虎太郎、那須信吾らの墓所
- 「湯ノ谷墓地」- 奈良県吉野郡東吉野村鷲家、松本奎堂、藤本鉄石らの墓所
- 「天誅倉」- 和歌山県田辺市龍神村、水郡善之祐らが監禁された倉、善之祐の辞世を刻んだ柱が残る[13]
- 「天誅窟」- 奈良県川上村祖母谷、乾十郎と小川佐吉が潜伏した洞窟

## その他
- 天誅組最期の地である奈良県東吉野村は、吉村虎太郎の出身地である高知県津野町と姉妹村提携を結んでいて、吉村所縁の地で那須信吾の出身地である高知県檮原町とは友好町村となっており、松本奎堂と宍戸弥四郎の出身地である愛知県刈谷市と友好都市提携を結んでいる。

## 関連作品
- 『天誅組』、大岡昇平
- 『天誅組罷通る』、菊池寛
- 『志士の峠』、植松三十里
- 『夜明けを知らずに ―天誅組余話―』、仲町六絵
- 『おお、大砲』、司馬遼太郎